# Sara Carbonero
Sara Carbonero Arévalo (Corral de Almaguer, Toledo, 3 de febrero de 1984) es una presentadora de televisión española.

## Biografía
Cuando cursaba 3.º de la licenciatura en Periodismo por la Universidad Complutense de Madrid, entró como becaria en Radio Marca y seis meses después fue contratada sin finalizar sus estudios universitarios. Cubrió para la emisora todo tipo de eventos deportivos, además de colaborar en el espacio matinal Balón desastre y presentar en solitario el programa musical Supermarca. Tras un breve paso por la Cadena SER, se incorporó en mayo de 2007 a La Sexta, cadena en la que se hizo cargo de la información deportiva en los programas informativos, siguió de cerca a la selección española en el Eurobasket 2007 y formó parte del equipo del programa en directo Minuto y resultado. También condujo 6.º nivel, programa de deportes de riesgo y aventura.
En abril de 2009, fichó por Telecinco como redactora y presentadora de deportes. Su primer trabajo en dicha cadena fue cubrir como reportera la Copa Confederaciones de fútbol en Sudáfrica. Posteriormente, fue nombrada presentadora de deportes de la primera edición de Informativos Telecinco. 
Durante la celebración de la Copa Mundial de Fútbol de 2010, en la que trabajó como reportera de Telecinco, fue objeto de atención mediática mundial al sugerirse desde la portada del diario británico The Times una vinculación entre la derrota de la selección de fútbol de España en el primer partido del campeonato y su relación con el jugador Iker Casillas, portero de la misma durante dicho encuentro.
Finalizado el Mundial, en el mismo mes de julio, se anunció que la presentadora colaboraría durante la temporada 2010-11 con la plataforma italiana de televisión digital terrestre de pago Mediaset Premium, haciéndose cargo de la información sobre el desarrollo de la Liga y, especialmente, sobre la trayectoria de José Mourinho al frente del Real Madrid. Su colaboración comenzó el 28 de agosto.
Entre 2009 y 2015, fue redactora y presentadora del área de deportes de la cadena de televisión Telecinco, cargos para los que solicitó una excedencia cuando se trasladó a Oporto junto a su marido Iker Casillas.
Entre 2010 y 2012, fue presentadora del canal italiano de televisión especializado en fútbol Premium Calcio.
Desde marzo de 2011, colaboró también en la sección de deportes de Noticias Cuatro y en los programas especiales deportivos de Energy (como Balón de Oro 2012).
En marzo de 2012, fichó por la cadena mexicana Televisa para colaborar en el espacio deportivo La jugada e informar sobre la liga española, la Champions, la Eurocopa y los Juegos Olímpicos de Londres de ese año.
Ha sido, también, colaboradora del diario deportivo español Marca. 
Desde 2015 tiene una marca de ropa junto con dos amigas llamada Slow Love, en la que hay venta en línea de ropa, accesorios, belleza o deco.
A partir de julio de 2016, se pone al frente del programa de moda de Telecinco llamado Quiero ser.  Ese mismo año solicita una excedencia para poder trasladarse a Oporto junto con su familia, durante dicho parón televisivo fue colaboradora del diario deportivo Marca. 
En febrero de 2019, se une a Deportes Cuatro, como colaboradora del formato, donde realiza entrevistas a diferentes deportistas. Tres meses después cogía la baja por problemas de salud.

## Vida personal
En 2009 comenzó una relación sentimental con el portero del Real Madrid Iker Casillas. Casillas y Carbonero se conocieron en la Copa Confederaciones de 2009, pero no fue hasta febrero de 2010 cuando comenzaron su relación. Ambos han intentado siempre mantenerse alejados de la atención mediática, aunque en ocasiones ha sido imposible, como cuando en el Mundial de 2010 el portero besó a Sara ante las cámaras.
El 3 de enero de 2014, nació su primer hijo, Martín Casillas Carbonero.
En julio de 2020, cuando Casillas fue contratado por el FC Oporto, Sara Carbonero se tomó una excedencia temporal de su trabajo en informativos Telecinco para trasladarse juntos a Oporto, en Portugal.
En noviembre de 2015, se anunció que la presentadora se encontraba embarazada de su segundo hijo. El 2 de junio de 2016, Sara dio a luz a su segundo hijo, Lucas Casillas Carbonero.
El 20 de marzo de 2016, contrajo matrimonio en secreto con Casillas en Boadilla del Monte en Madrid, donde asistieron los padres y el hijo de ambos. El 12 de marzo de 2021, Carbonero e Iker Casillas anunciaron su divorcio de mutuo acuerdo tras 5 años de casados y 11 de relación.
Es la madrina de Hugo, hijo de la presentadora Isabel Jiménez. En mayo de 2019, se daba a conocer que padecía cáncer de ovario, siendo operada en menos de un mes y recibiendo quimioterapia hasta el mes de noviembre de ese año.

## Trayectoria

### Televisión
- La Sexta noticias, presentadora de la sección de deportes (2007-2009), La Sexta;
- Minuto y resultado, colaboradora (2007-2009), La Sexta;
- 6.º nivel, presentadora (2008), La Sexta;
- Informativos Telecinco, presentadora de la sección de deportes (2009-2015), Telecinco;
- grandes eventos deportivos, presentadora, copresentadora, reportera (2009-2015), Telecinco, Cuatro y Energy ;
- Quiero ser, presentadora (2016), Telecinco;
- Noticias Cuatro, colaboradora de la sección de deportes (2019), Cuatro.
- Caiga quien caiga, Telecinco (2025-presente). Reportera.

### Televisión internacional
- Mediaset Premium, Italia (2010-2011), reportera de la liga española;
- Premium Calcio, Italia (2011-2012), reportera de la liga española;
- La jugada, Televisa (2012-2019), reportera de la liga española, Eurocopa, Champions, Juegos Olímpicos de Londres, etc.

### Radio
- Balón desastre, colaboradora (2005-2006), Radio Marca;
- Supermarca, locutora (2005-2006), Radio Marca;
- Deportes, redactora (2006-2007), Cadena SER;
- T4, colaboradora (2020-actualidad), Radio Marca;
- Que siga el baile, locutora (2020-actualidad), martes por la tarde en Radio Marca.

## Premios y reconocimientos profesionales
- Antena de Oro 2010, en el apartado de televisión;[20]
- nominada a la mejor presentadora de informativos (TP de Oro, 2011).[21]